# Achadinha

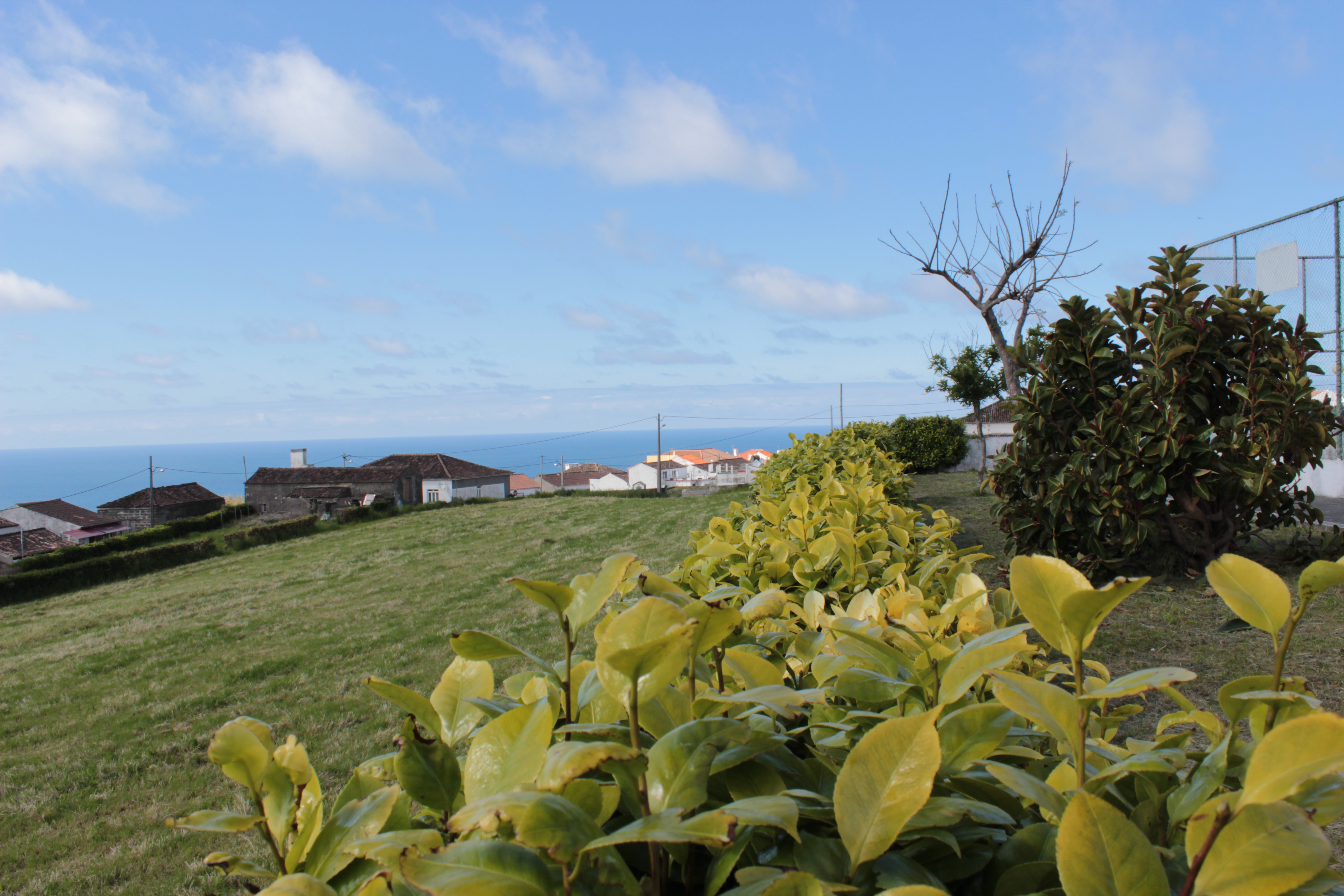

Achadinha est un village portugais de la municipalité Nordeste des Açores.

## Démographie
En 2011, sa population était de 535 habitants, pour une superficie de 13,86 km2.

## Histoire
Achadinha est mentionné pour la première fois à la fin du XVIe siècle, par Gaspar Frutuoso dans sa chronique Saudades da Terra.